# 沃爾特·李察·阿恩海姆
沃爾特·李察·阿恩海姆（英語：Walter Richard Arnheim，1944年10月10日—）是一名商人和和前任華盛頓國家歌劇院執行董事。